# コンシューマーゲーム

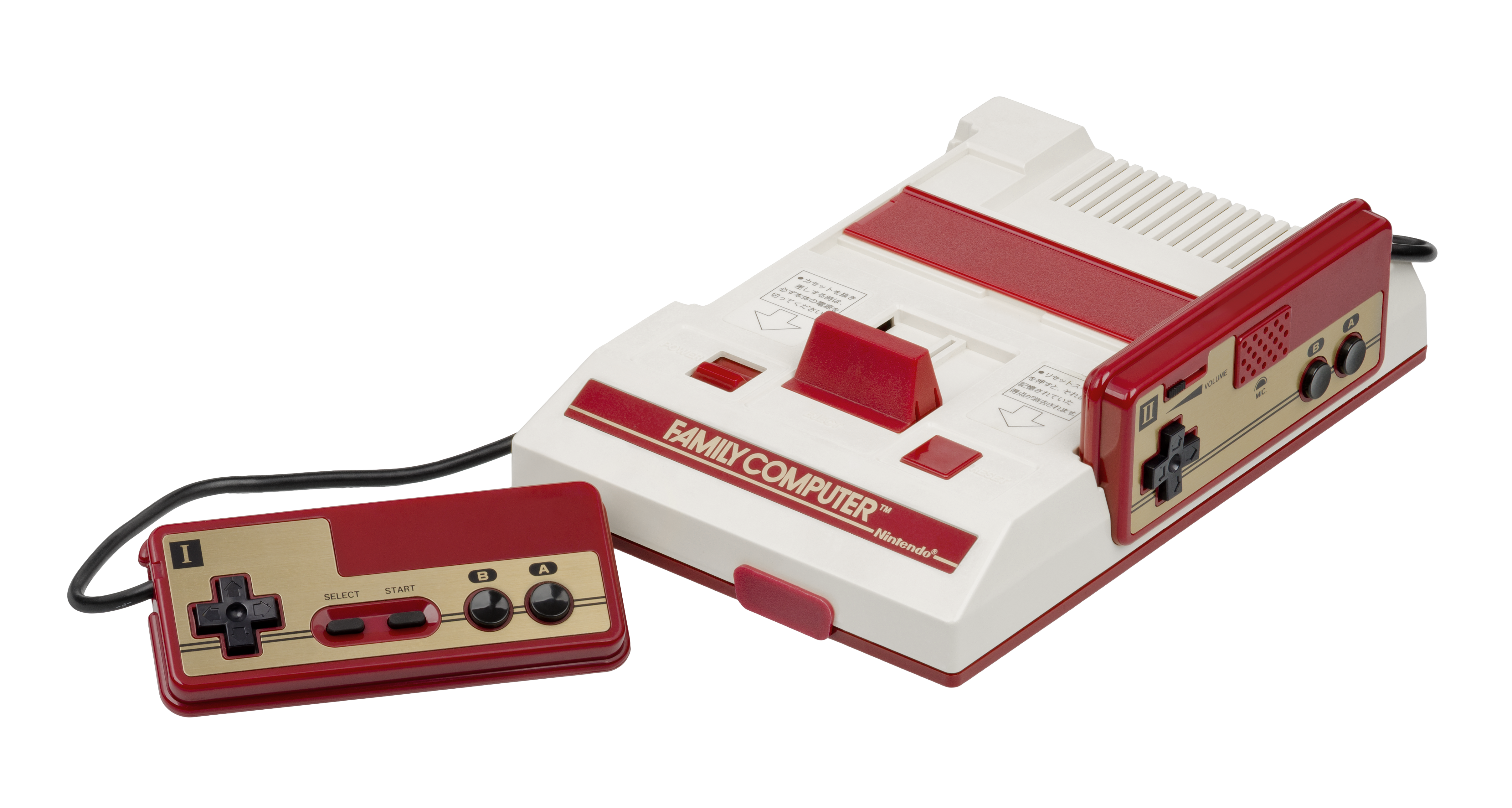
家庭用ゲーム機のひとつ、任天堂のファミリーコンピュータ

コンシューマーゲーム（英:Console Game）又はコンスーマーゲームとは、主に「家庭用ゲーム」を指し、市販されている家庭用ゲーム機でのプレイを前提として作られるコンピュータゲーム用語。

## 名称
コンシューマーゲーム(コンスーマーゲーム)、およびコンシューマーゲーム機(コンスーマーゲーム機)とは、消費者（コンシューマー/コンスーマー）である個人や一般家庭が直接購入（BtoC）するという意味で名付けられた和製英語で、英語ではそれぞれ「コンソールゲーム（en:console game）」「ビデオゲームコンソール（en:video game console）」と呼ばれる。
コンシューマーゲーム機はCPU、メモリー、画像処理チップ、音源チップなどで構成されており技術的にはパソコンと同じである。専用モニターに接続してキーボードで操作する汎用コンピューターがパーソナルコンピューターであり、家庭用テレビに接続し主にコントローラーで操作するゲーム用途のコンピューターがコンシューマーゲーム機である。
据え置き型のテレビ接続型ゲーム専用機（テレビゲーム）だけを指す言葉として用いられる場合もあるが、携帯型ゲームも含む場合も多い。個人が一般家庭で楽しむコンシューマーゲームに対して、企業が購入し運営する形態（BtoB）のゲームをアーケードゲーム（業務用向けゲーム）という。
日本では家庭用ゲーム機市場がパソコンゲーム市場を大きく上回り、アーケードメインの企業からみてコンシューマーからパソコン市場が外れ、1988年設立のコンシューマ・ソフト・グループが業界と消費者向けの新作ゲームのプロモーション展示会を開催したことで若い一般プレイヤーにも存在が知られ、団体名のコンシューマソフトが家庭用ゲーム機向けソフトの意味で広まった。
携帯型ゲーム機のゲームボーイが登場すると「家庭用」という言葉がいまひとつ当てはまらず、電子ゲームというとゲーム&ウオッチとの性能差が大きいためこれも合わず、同じく携帯型のゲームギアは家庭用に該当し得るため細分化した結果、ゲーム機が携帯型と据置型とで区別されるようになったが、据置型は後から命名されたレトロニムと感じられたとみられ、プレイヤーの多くは家庭用を据置型の意味で使った。そして1990年代から携帯型と据置型、個人と家庭向けをまとめて表す「コンシューマー」が使われるようになった。英語のコンソールゲームと同じ意味で単にコンソールの言葉が広まったのは1990年代後半以降にインターネットが普及し始めてからで、オンラインゲームの人気やXboxなど新しい据置型ゲーム機が登場したことで日本国外のゲーム情報も広まるようになったからであったとみられている。2006年に任天堂が過去のハードで発売されたゲームを配信するバーチャルコンソールが登場したことでマニア以外にも個人、家庭用向けゲーム機をコンソールと呼ぶことが広まった。
以上の挙げた言葉はいずれも何かしら難点があり何でも使えるとはいえず、家庭用ゲーム機は携帯型も含むかどうかで注釈が必要で混同すると考えられ、コンシューマーは単にConsumerと訳すと意味が通じず、Consumer Gameでも別の意味にとれる、コンソールはゲームや英語もよく知らない人には意味が分かり難いのである。

## 分類
テレビゲーム（据え置き型ゲーム）
狭義における典型的な「家庭用」ゲーム機であり、1台で複数人が遊ぶ、1人で遊ぶゲームであっても家族で別々にセーブできる、バラエティーやパーティグッズとしてのゲームで使える、携帯型より大型にできるために比較的高性能にできる、などが挙げられる。バーチャルリアリティ が楽しめる機種や、Nintendo Switchのように携帯型ゲーム機として持ち出せるハイブリッド型もある。
携帯型ゲーム
元来ゲームを「携帯する」という意図の元に市場を開拓していったが、通信機能など個人ごとに所有するゲーム機という方向で市場が広がった。

## 略歴

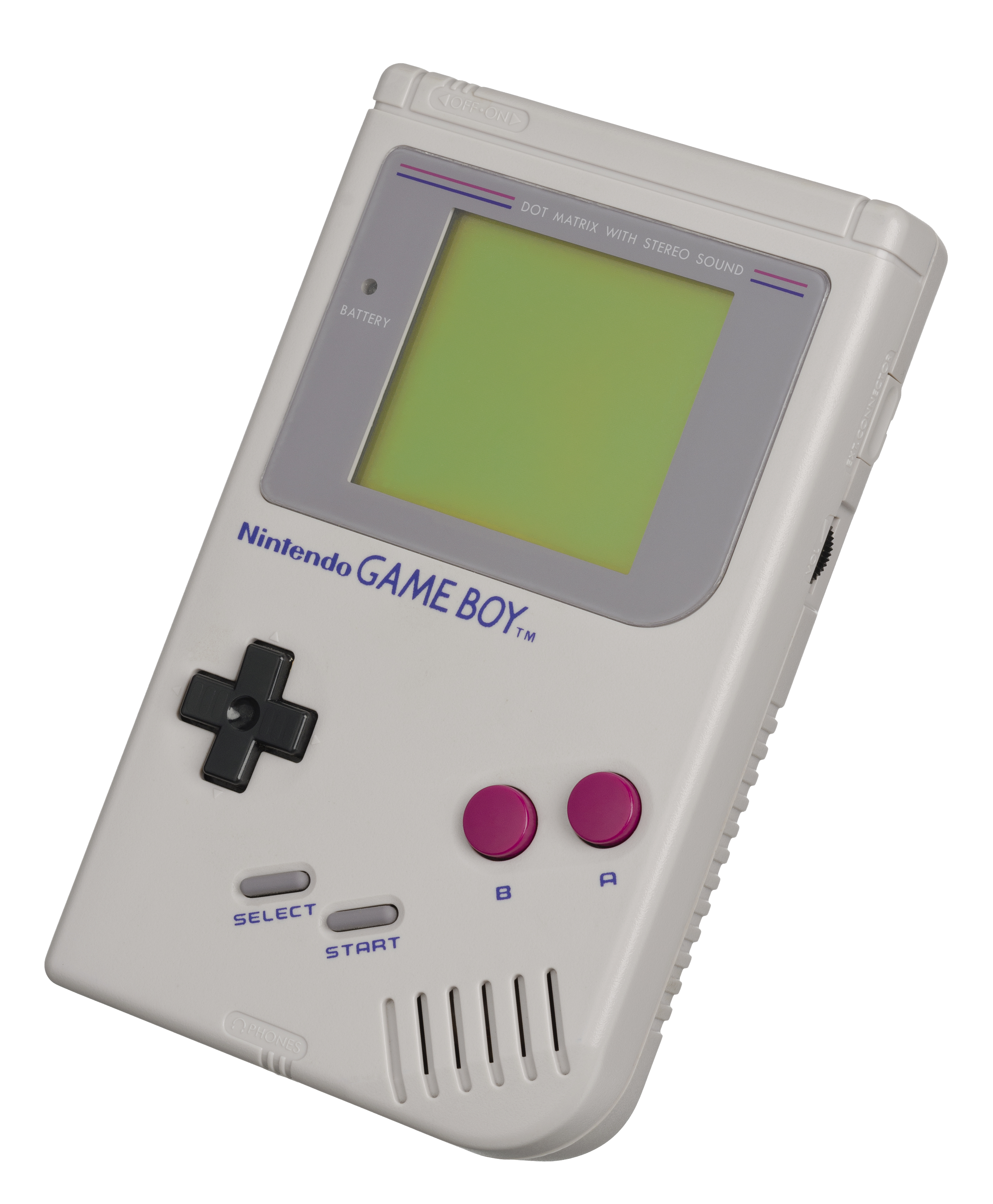
携帯型ゲームのひとつ、任天堂のゲームボーイ

1972年のマグナボックスによる「オデッセイ」が、世界初の「コンシューマーゲーム機」スタイルの市販製品とされている。この当時はゲームソフトをハードウェアに内蔵した機種しかなく、1つのゲーム機では内蔵されたゲームしかプレイできなかった。しかし、アタリの「Atari 2600」に代表されるゲーム機とゲームソフトを物理的に分離し、ゲームソフトをロムカセットで供給することが可能になると、1つの機種でもロムカセットを交換すれば別のゲームをプレイできるゲーム機が登場した。これが大ヒットしたことによりゲームソフトの販売市場が形成され、ゲーム機は爆発的に普及することとなった。
日本では1983年の任天堂による「ファミリーコンピュータ」の影響が大きく、その後も「ゲームボーイ」「スーパーファミコン」と海外でも大成功を収めた。また、ビジネスモデルも変化し、マルチプラットフォーム化やプラットフォームの枠を越えたクロスプレイも増えた。
ドリームキャストのインターネット（ウェブブラウザ）やPlayStation 2のDVD-Video再生機能が付いていたことをはじめ、デジタルカメラの画像表示などのマルチメディア機機能を搭載するようになった。ハードディスク搭載DVDレコーダーとしての機能を持つPSXのように、家電製品の色彩を帯びた製品も珍しくなくなった。また、家庭用ゲームはゲーム専用機と呼ばれることもあるが「優れたUIを持つ多機能な総合的なエンタテインメント機器」としても提唱された。欧米ではHuluやNetflixなどセットトップボックスやスマートテレビとして利用された。

## ソフトの供給媒体

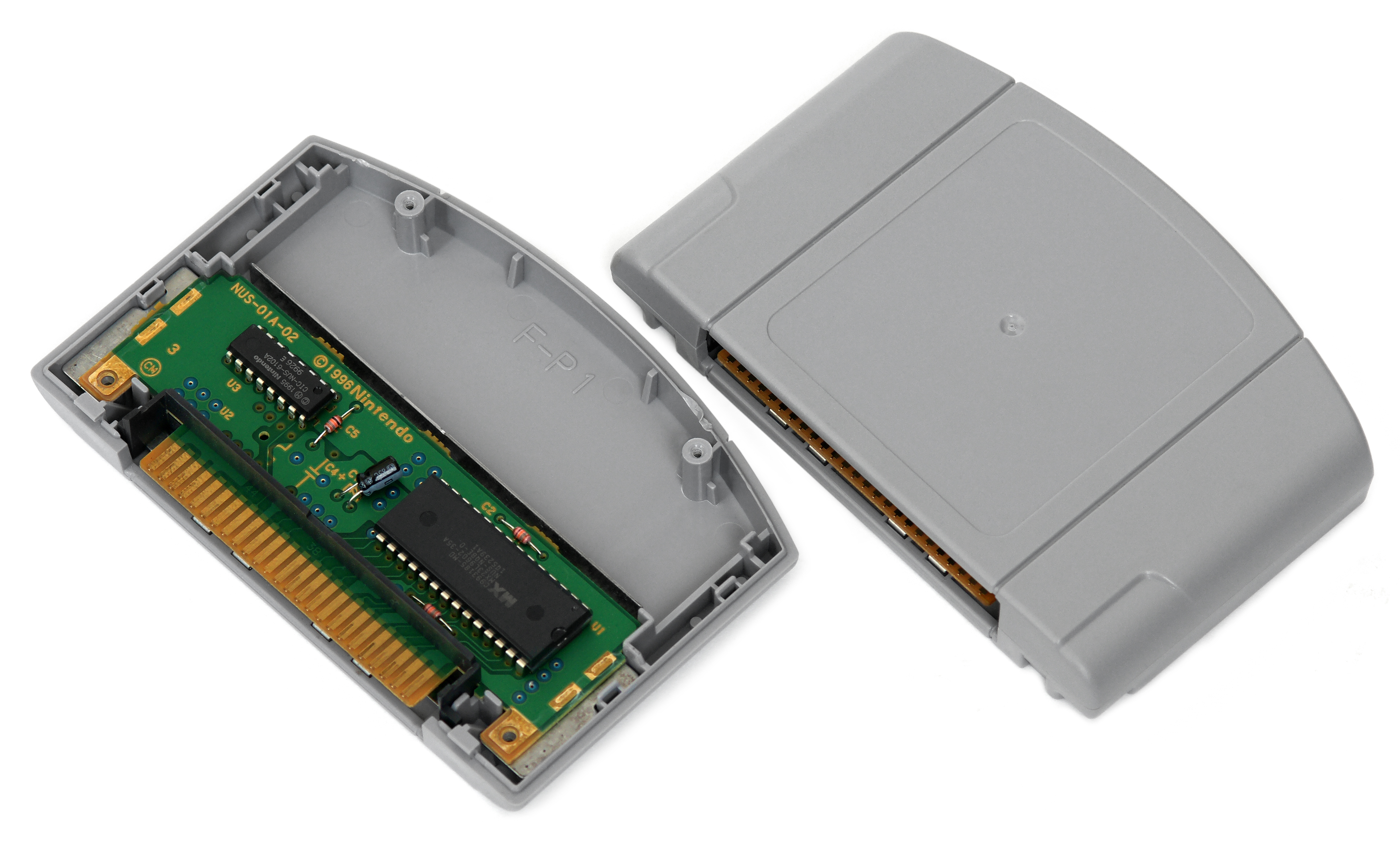
ロムカセットの内部（NINTENDO 64用）

主な日本国内で見るゲームソフトの供給媒体と対応ゲーム機としては、以下の通りである。
- ロムカセット（ファミリーコンピュータ/スーパーファミコン/NINTENDO 64/セガ・マークIII&セガ・マスターシステム/メガドライブ/スーパー32X/ネオジオ/ゲームボーイ/ゲームボーイカラー/ゲームボーイアドバンス/ゲームギア/ネオジオポケット/ワンダースワン他）
- カード（セガ・マークIII&セガ・マスターシステム〈マイカード /PCエンジン〈Huカード /ニンテンドーDS/ニンテンドー3DS/Nintendo Switch/Nintendo Switch 2/PlayStation Vita）
- 磁気ディスク（FCディスクシステム/64DD)
- 光ディスク
  - CD-ROM（CD-ROM2/SUPER CD-ROM2/メガCD/セガサターン/3DO/ネオジオCD/PlayStation/PlayStation 2）
  - LD-ROM（レーザーアクティブ〈LD-ROM2/MEGA-LD〉）
  - GD-ROM（ドリームキャスト）
  - DVD-ROM（PlayStation 2/Xbox/Xbox 360）
  - BD-ROM（PlayStation 3/PlayStation 4/Xbox One/PlayStation 5）
  - UHD BD（PlayStation 5）
  - UMD（PlayStation Portable）
  - 独自規格ディスク（ニンテンドー ゲームキューブ/Wii/Wii U）

インターネットインフラの発達に伴い、ダウンロードコンテンツやダウンロード販売、クラウドゲーミングで提供されるストリーミングもある。

## 電化製品として
広義においては、家電製品でもある。ゲームを含む家電製品のカテゴリーとして、娯楽家電（情報娯楽家電ないしデジタル家庭電化製品とも）という分野がある。電気（→電力）を消費して娯楽を提供する装置であり、家庭内にあるために電気保安上の制約として電気用品安全法の適用対象となっているが、2006年4月からはPSEマークのないものを発売できないという規制が、段階を追って発効されている。